# Vladímir Kónonov
Vladímir Petróvich Kónonov (en ruso: Влади́мир Петро́вич Ко́нонов: Влади́мир Петро́вич Ко́нонов; Górskoye, 14 de octubre de 1974), conocido a veces por su seudónimo Zar, es el ministro de defensa de la autoproclamada República popular de Donetsk. Su nombramiento fue confirmado el 15 de agosto del 2014, después de la dimisión de Ígor Guirkin.  Kónonov proviene de Donetsk En 2014, fue ascendido a teniente coronel, y en 2015 fue promovido a mayor general.

## Biografía
Vladimir Petrovich Kononov nació en 1974 en la ciudad de Górskoye en el óblast de Lugansk. Se graduó en Sláviansk y de la escuela superior de aviación civil en 1995, y del Instituto Pedagógico del Estado Eslavo en 1999. Después de su graduación se dedicó profesionalmente a actividades deportivas y pedagógicas, y trabajó como entrenador en la Federación de Judo de la región de Donetsk. Tiene 20 años de experiencia como entrenador de judo. También aprobó un entrenamiento especial para comandantes superiores.
El 13 de abril de 2014 se ofreció como voluntario en la Milicia Popular de Donetsk y dirigió el puesto de control en Sloviansk. Comandó la unidad en confrontación en batallas en Sloviansk, Shakhtorsk, Ilovaysk, Mospino y otros asentamientos. Su rango militar (a agosto de 2014) era teniente coronel.
Después de la renuncia de Igor Strelkov, fue nombrado ministro interino de defensa de la República Popular de Donetsk. Fue designado ministro de defensa el 14 de agosto de 2014. El 1 de octubre de 2018, la República Popular de Donetsk supuestamente abolió el cargo de ministro de defensa.
Está casado y tiene un hijo. Su hermano menor es uno de los comandantes de la milicia del NDP.